# Les Rêves rouges
Les Rêves rouges est un des nombreux romans de l'écrivain Jean-François Chabas. Sa première publication a lieu le 10 avril 2015 aux éditions Gallimard Jeunesse dans la collection Scripto.
Cet ouvrage est une œuvre appartenant au genre fantastique, spécialisé dans la catégorie jeunesse.   
Ce roman suit l'histoire d'un jeune garçon prénommé Lachlan Ikapo, qui, en partant à la recherche d'un monstre mystique, va découvrir que les réelles horreurs du monde ne dorment pas au fond d'un lac.   
Il est disponible dans de nombreuses librairies et est également disponible sous le format de livre numérique.   

## Résumé
Aux abords du lac d'Okanagan, une célèbre rivière canadienne, se déroule les aventures de ce roman. Le jeune Lachlan et sa mère, descendants des autochtones de cette région ancestrale des indiens d'Amérique, sont animés par les mythes et croyances de leurs culture. Dont la plus vivace est la certitude qu'un monstre aquatique vit dans les eaux du lac avoisinant et dont le seul égal serait celui du Loch Ness. Lachlan, victime de sa couleur et de son ethnie, va être alors tiraillé entre ses origines maternelles et sa réalité d'ancien colonisé. C'est alors que Lachlan va rencontrer une jeune fille aux yeux violets et qui, bien que sa peau soit blanche, est autant maltraitée que lui par leurs camarades de classe. Cette jeune fille au nom de Daffodil va alors bien vite se rapprocher de Lachlan. Tout au long du récit, Daffodil et Lachlan vont devenir des amis soudés aussi bien dans la résistance face à leur classe hostile, que dans la recherche affolée du monstre Ogopogo. Et c'est au cours de leurs aventures qu'ils vont alors apprendre à reconnaître les véritables monstres de la vie,. 

## Thèmes
Ce roman traite une multitude de thèmes : le harcèlement scolaire, la différence, les faux semblant, l'hypocrisie, la colonisation et les mœurs ancestrales... 
Mais les sujets principaux les plus forts sont l'amitié, l'aventure, le racisme et les violences domestiques.  

## Édition
- Jean François Chabas, Les Rêves rouges, Paris, Gallimard Jeunesse, coll. « Scripto », 2015, 278 p.  (ISBN 9782070665587).